# Barack Obama kabinetje
Az Egyesült Államok Kabinetje, illetve más nevén Szövetségi Kormánya közvetlenül az Elnök alá tartozó szövetségi intézmények hálózata. Fő feladata az Elnök segítése. Az intézmények minisztériumi szintű un. államtitkárságok, élükön államtitkárokkal. (Az USA államtitkárai miniszteri státusznak felelnek meg.) Az első kabinet az államalapító George Washingtonhoz kötődik, akinek négytagú kabinetje volt, az államtitkár Thomas Jefferson; a pénzügyminiszter Alexander Hamilton; a háborús miniszter Henry Knox; és az igazságügy-miniszter Edmund Randolph személyében.
A teljes kabinetet az Elnök jelöli, s a Szenátus egyszerű többségének kell jóváhagynia. A kabinet tagjainak személye teljes egészében az Elnöktől függ, szabadon nevezi ki és menti fel őket. Illendőségből minden elnöki ciklus kezdetén (tehát az újraválasztott elnök második ciklusának kezdetén) valamennyi kabinettag beadja a lemondását, s az elnök dönt, hogy folytassa-e feladatát. A kabinet tagjai a Secretary (titkár) nevet viselik.
A Barack Obama által kinevezett kabinet 2009. január 20. és 2017. január 20. között töltötte be ezt a szolgálatot.

## A kabinet feladatköre

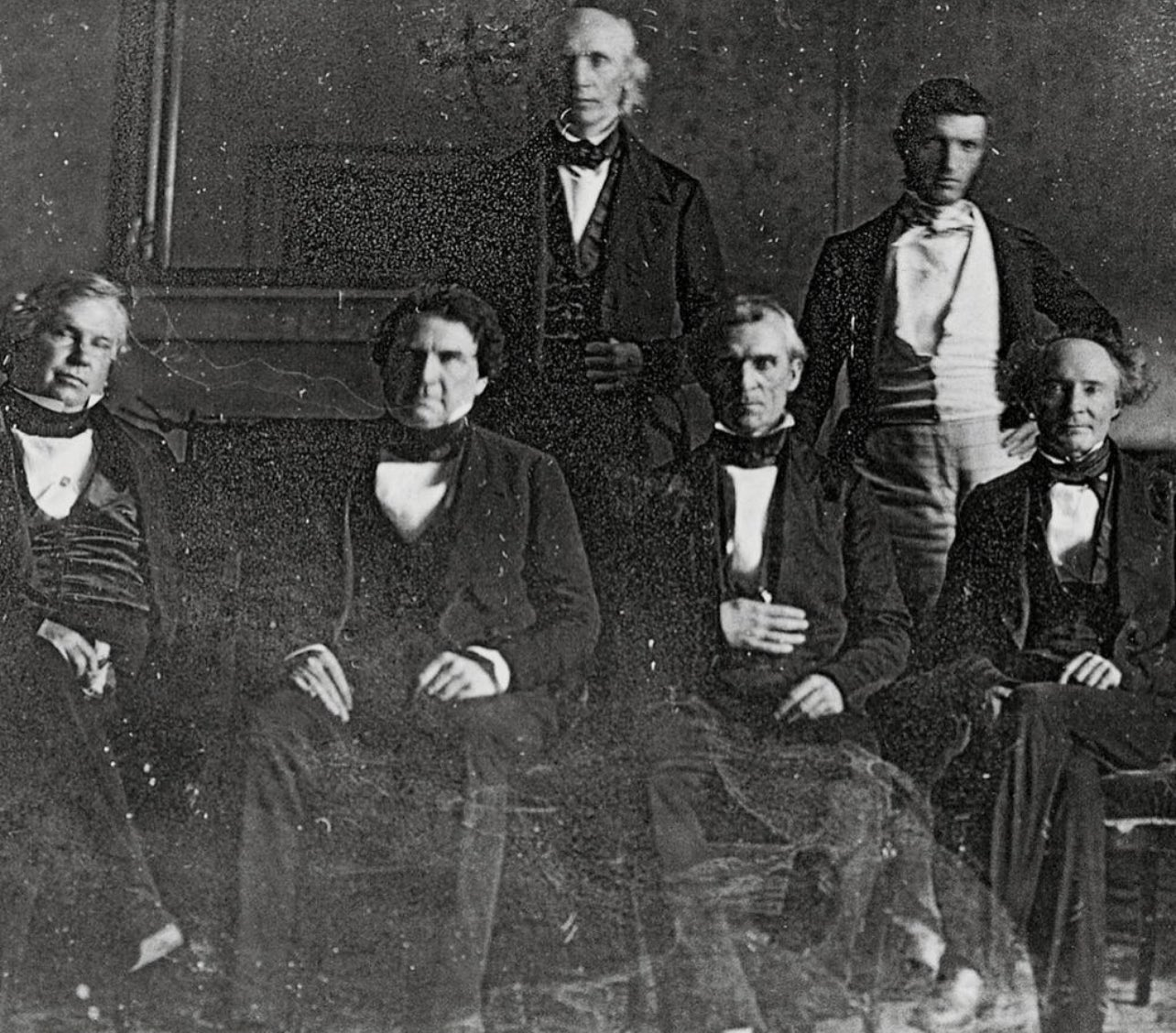
James K. Polk és kabinetje 1846-an. Az első olyan kabinet, amelyről fénykép készült.

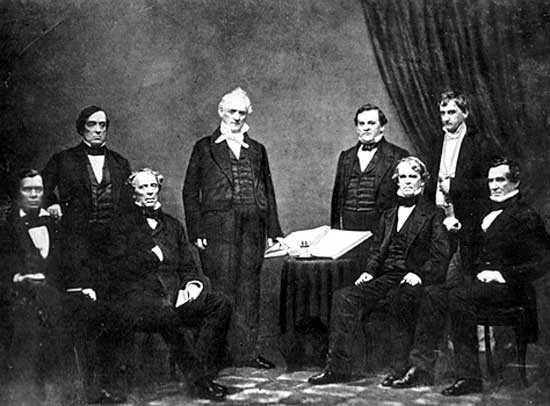
James Buchanan elnök és kabinetje (1859 körül)
Balról jobbra: Jacob Thompson, Lewis Cass, John B. Floyd, James Buchanan, Howell Cobb, Isaac Toucey, Joseph Holt ésJeremiah S. Black

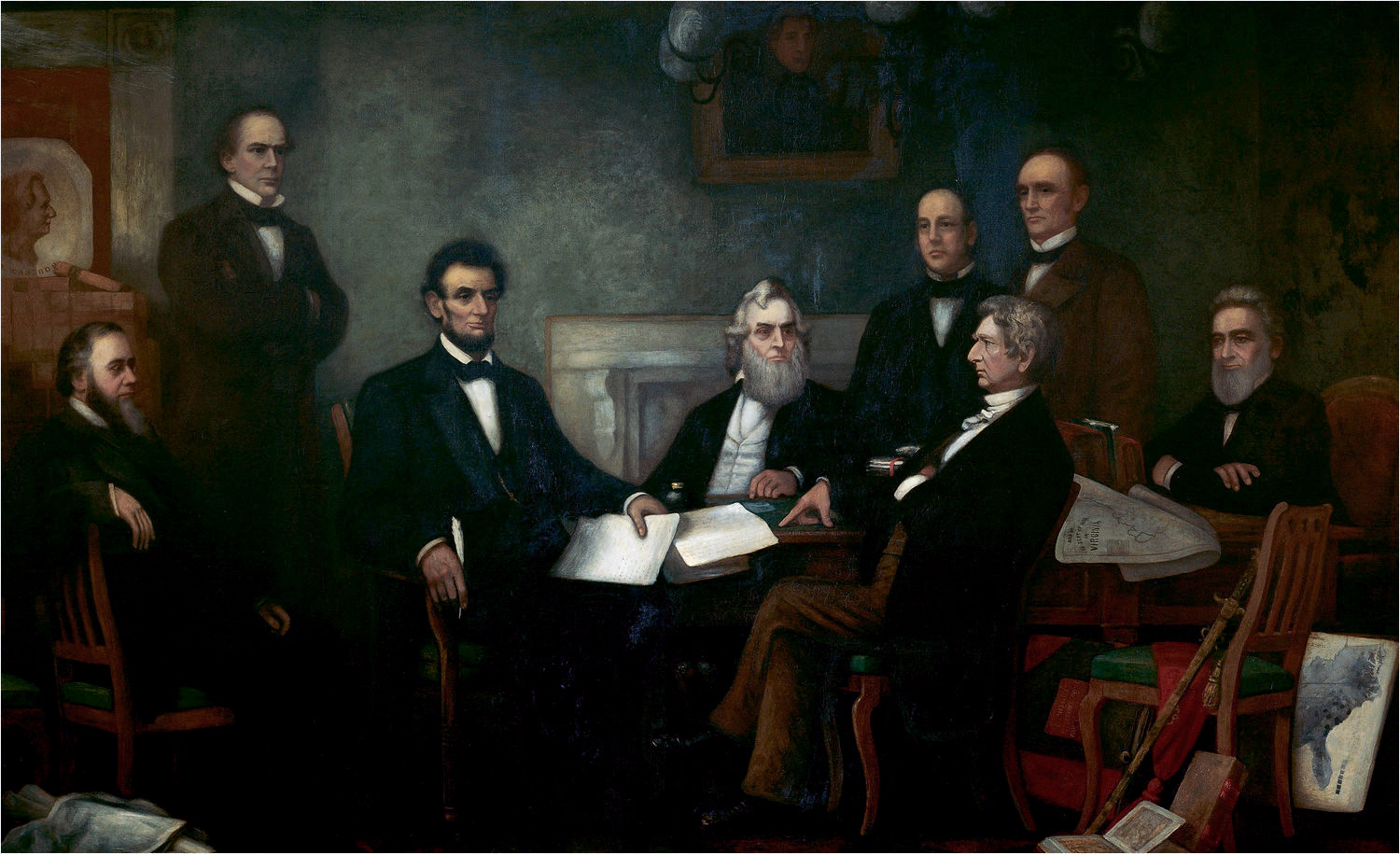
Abraham Lincoln és kabinetje az Emancipációs nyilatkozat első olvasásakor (1862. július 26-án)

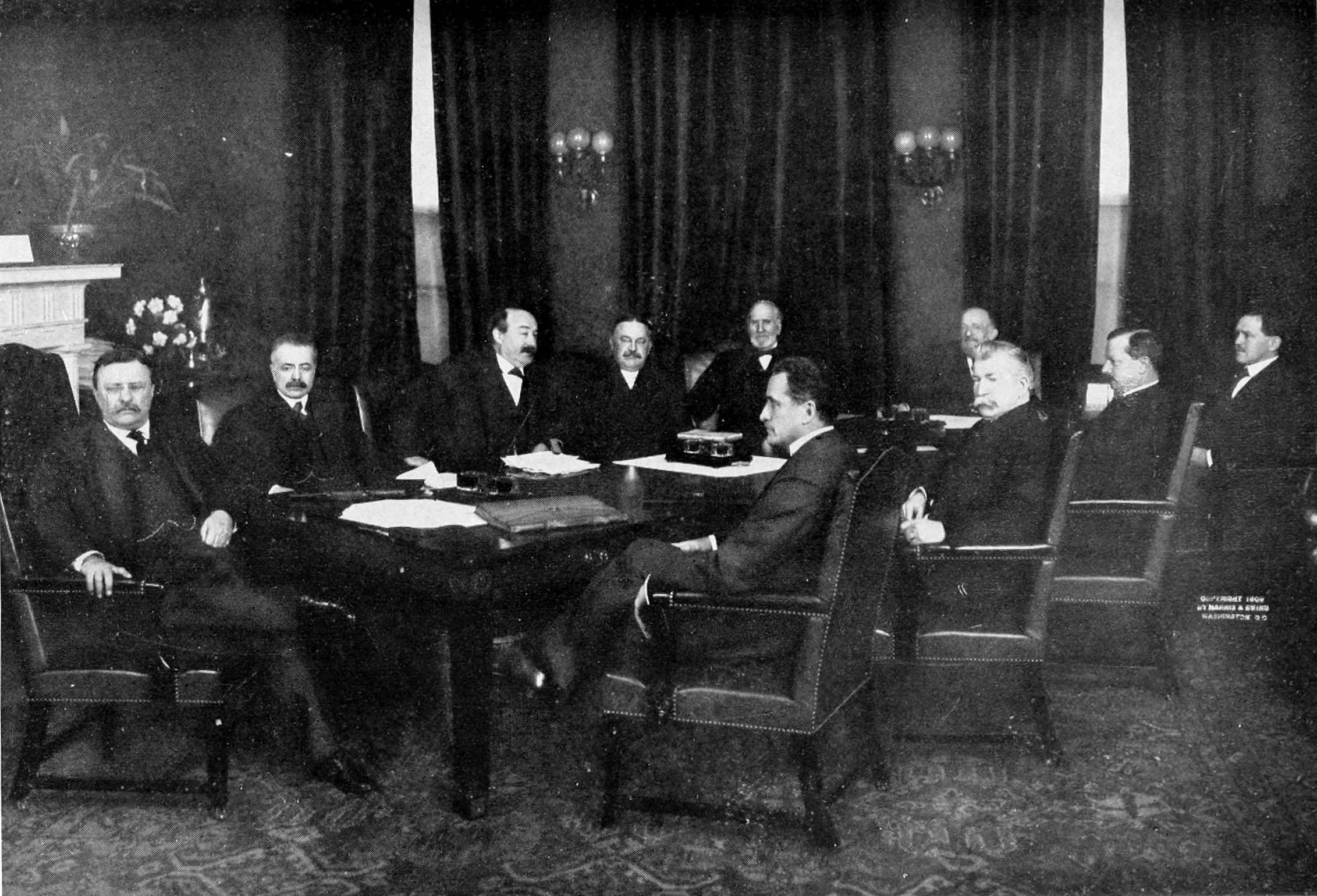
Csoportkép Theodore Roosevelt (jobbra az asztalfőn) kabinetjéről.
Balról jobbra háttal: George B. Cortelyou, Charles Joseph Bonaparte, Robert Bacon, James Wilson, Truman Handy Newberry
Balról jobbra szemben: Oscar S. Straus, Luke Edward Wright, George von Lengerke Meyer, James Rudolph Garfield

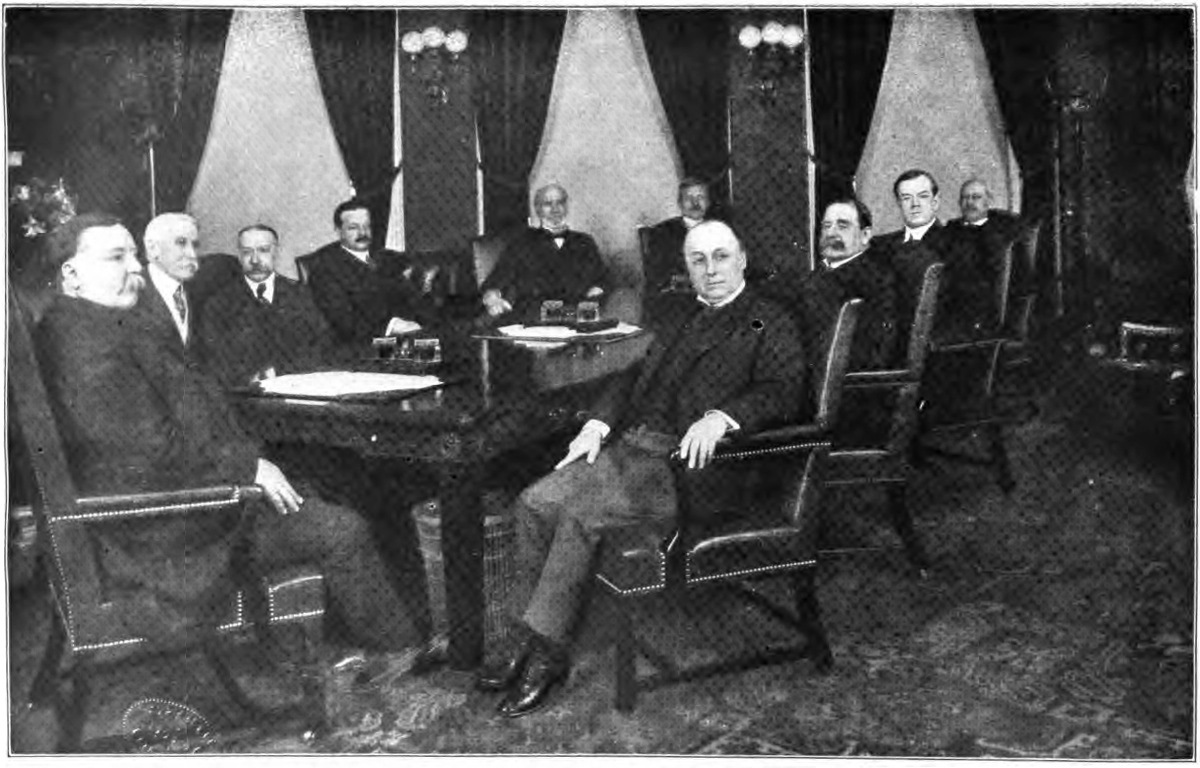
William Howard Taft második kabinetje 1912-ben

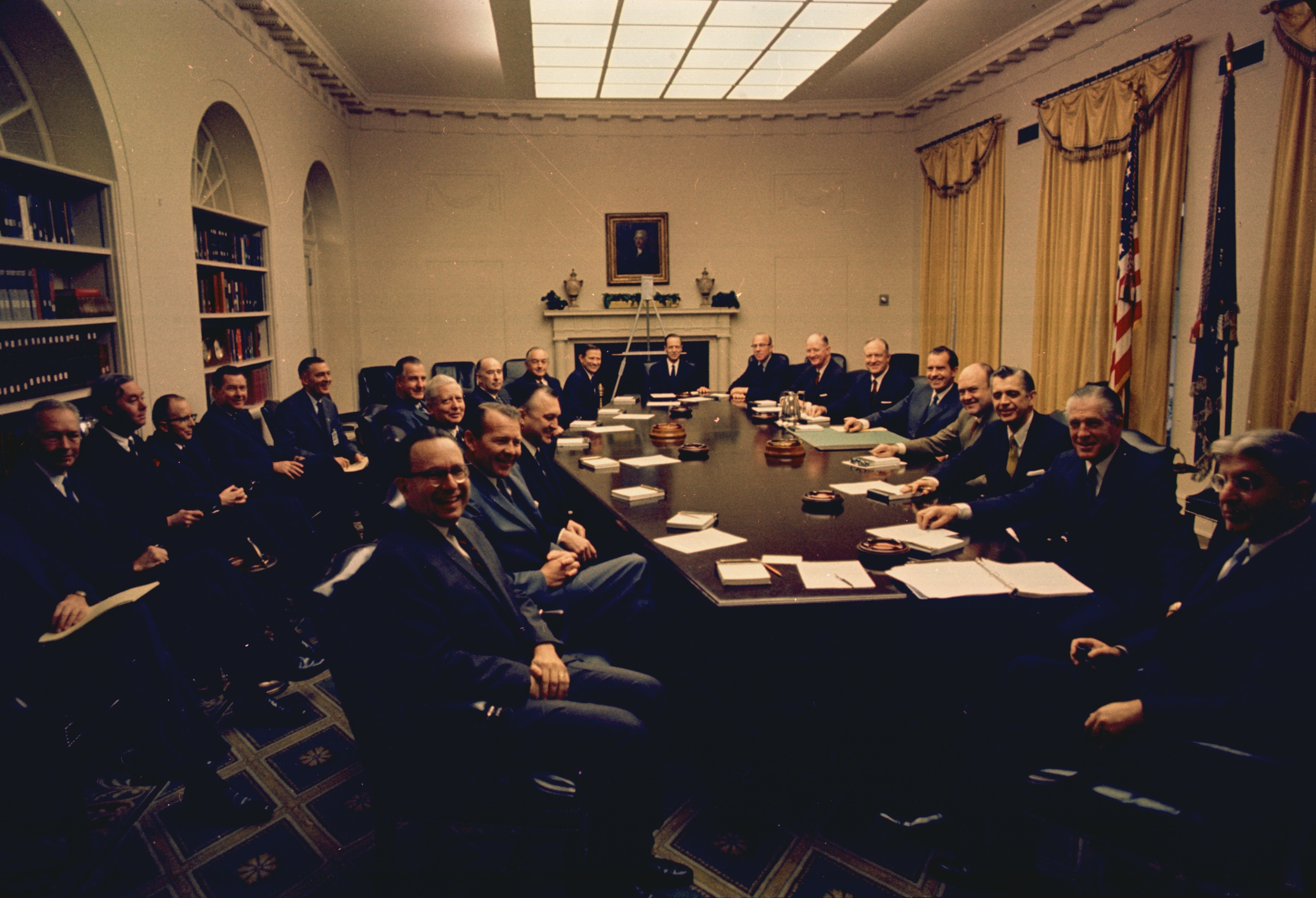
A Nixon kabinet 1969-ben

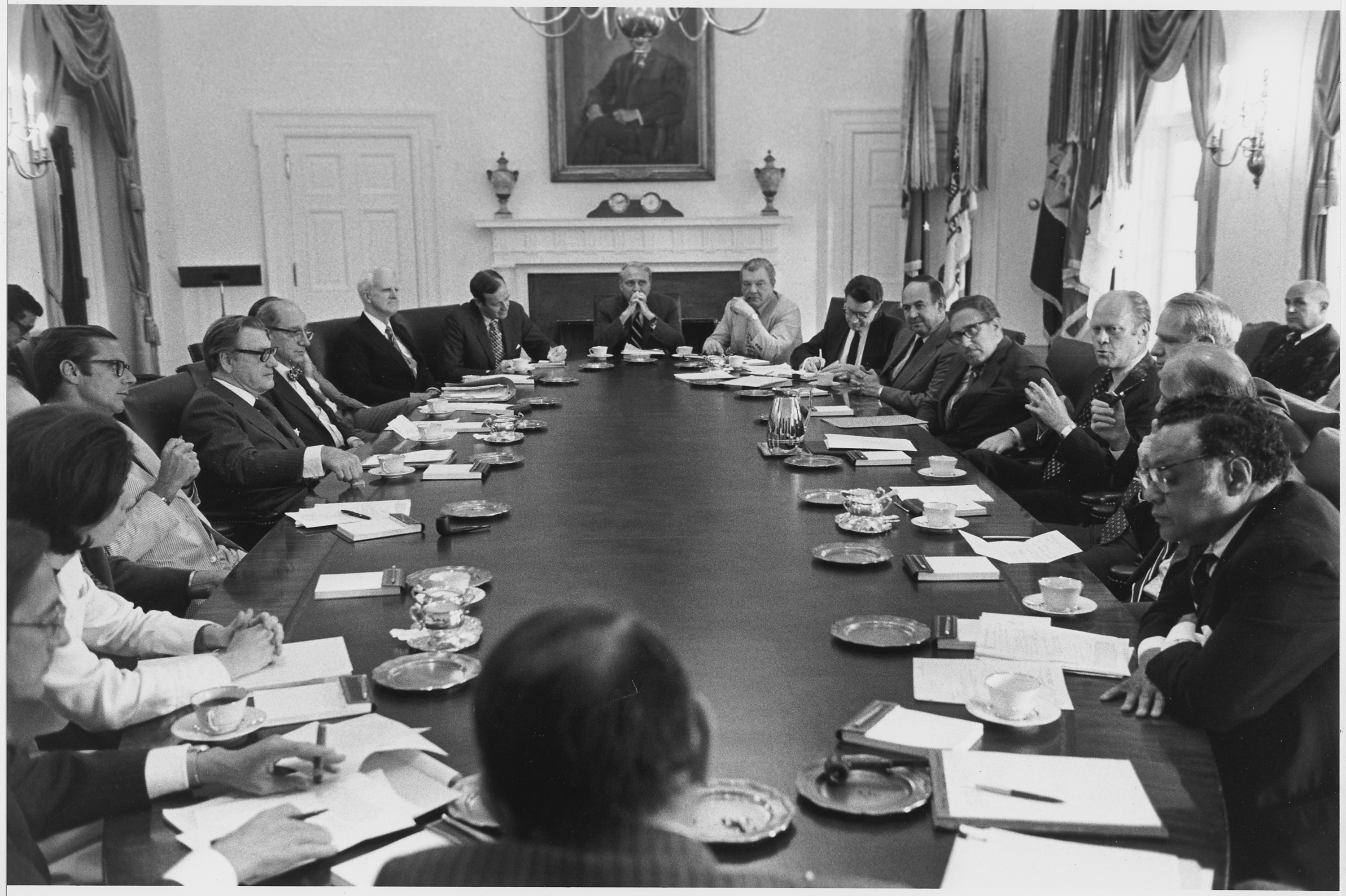
Gerald Ford kabinetülése 1976. június 25-én

Jimmy Carter kabinetülése 1978. február 13-án

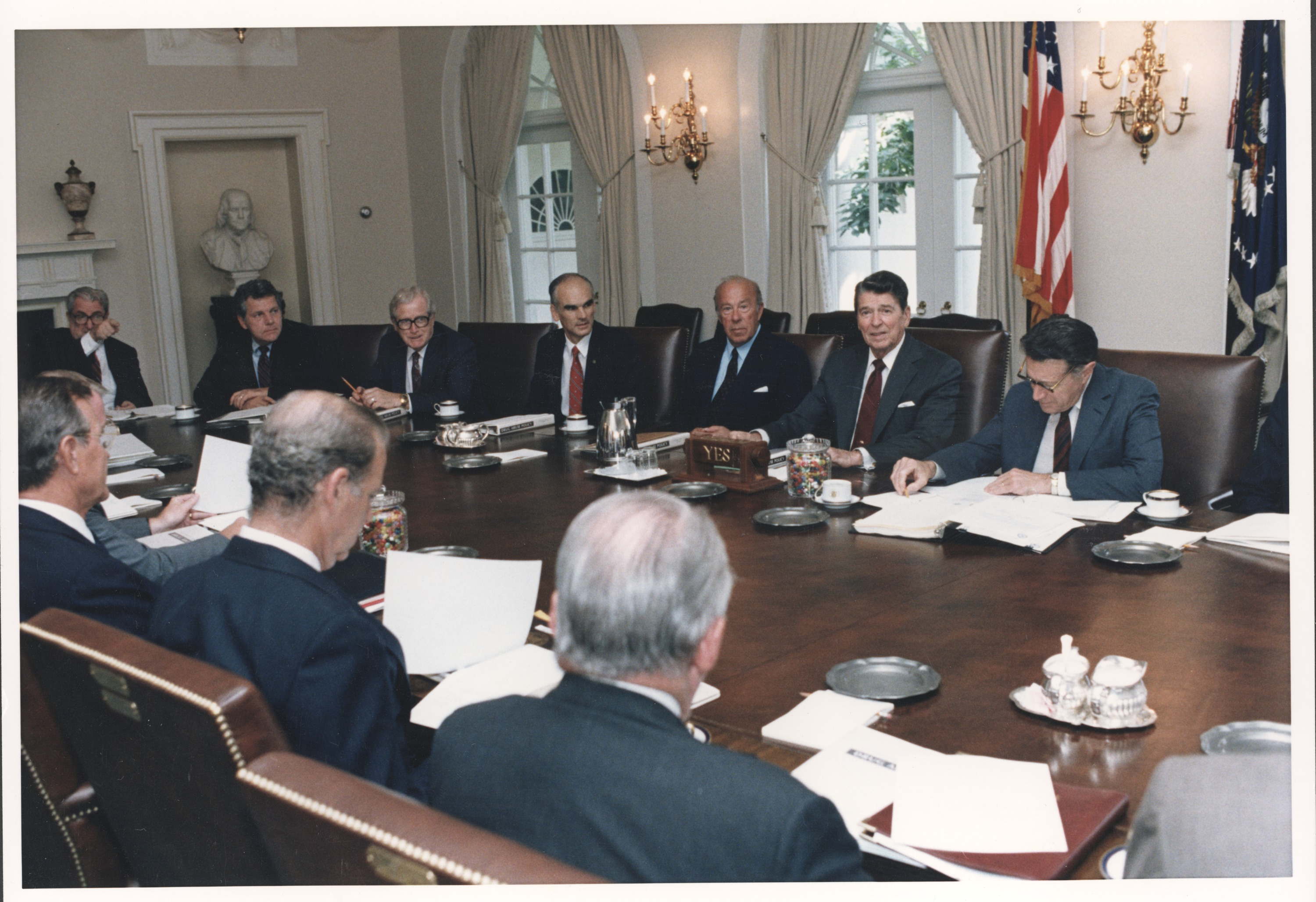
Ronald Reagan kabinetülése 1986. szeptember 11-én.

George H. W. Bush kabinetülése a Kabinetteremben 1989. szeptember 5-én.

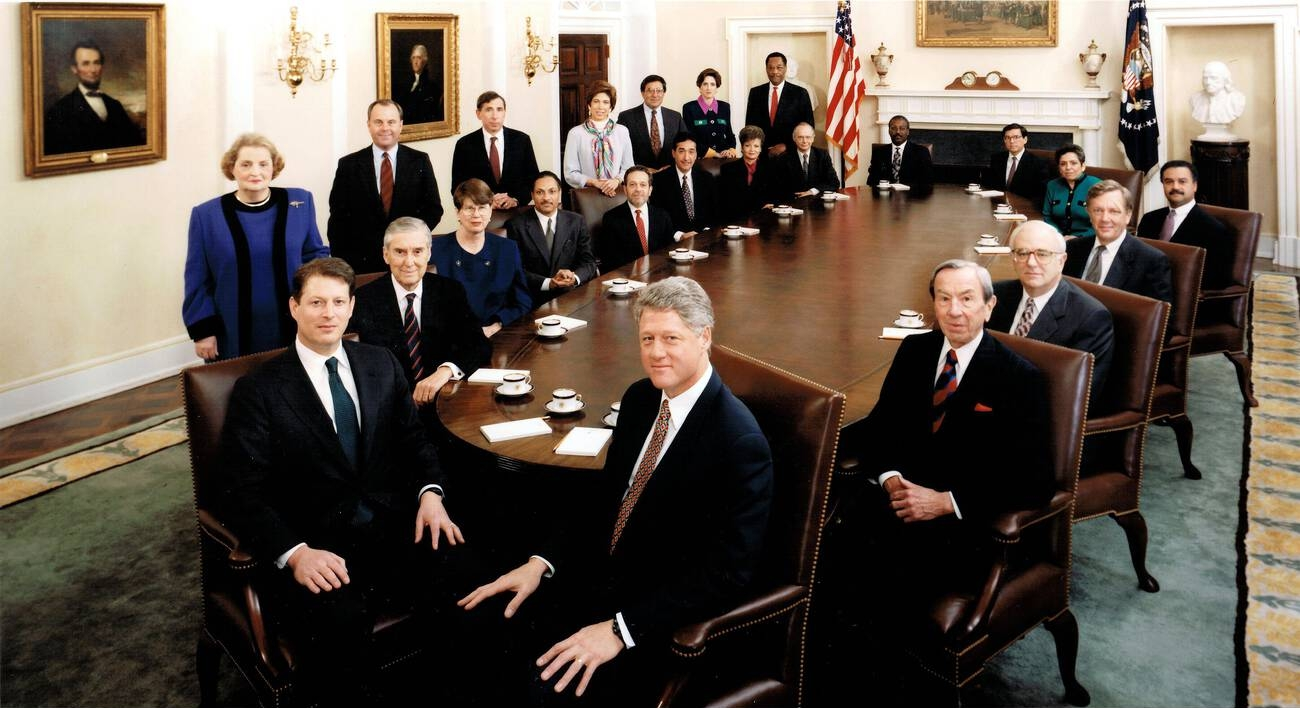
A Clinton kabinet 1993-ban

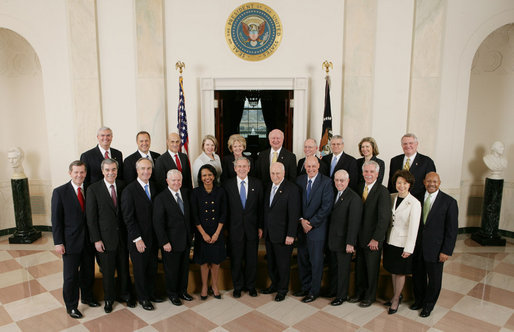
A Bush kabinet 2008 februárjában

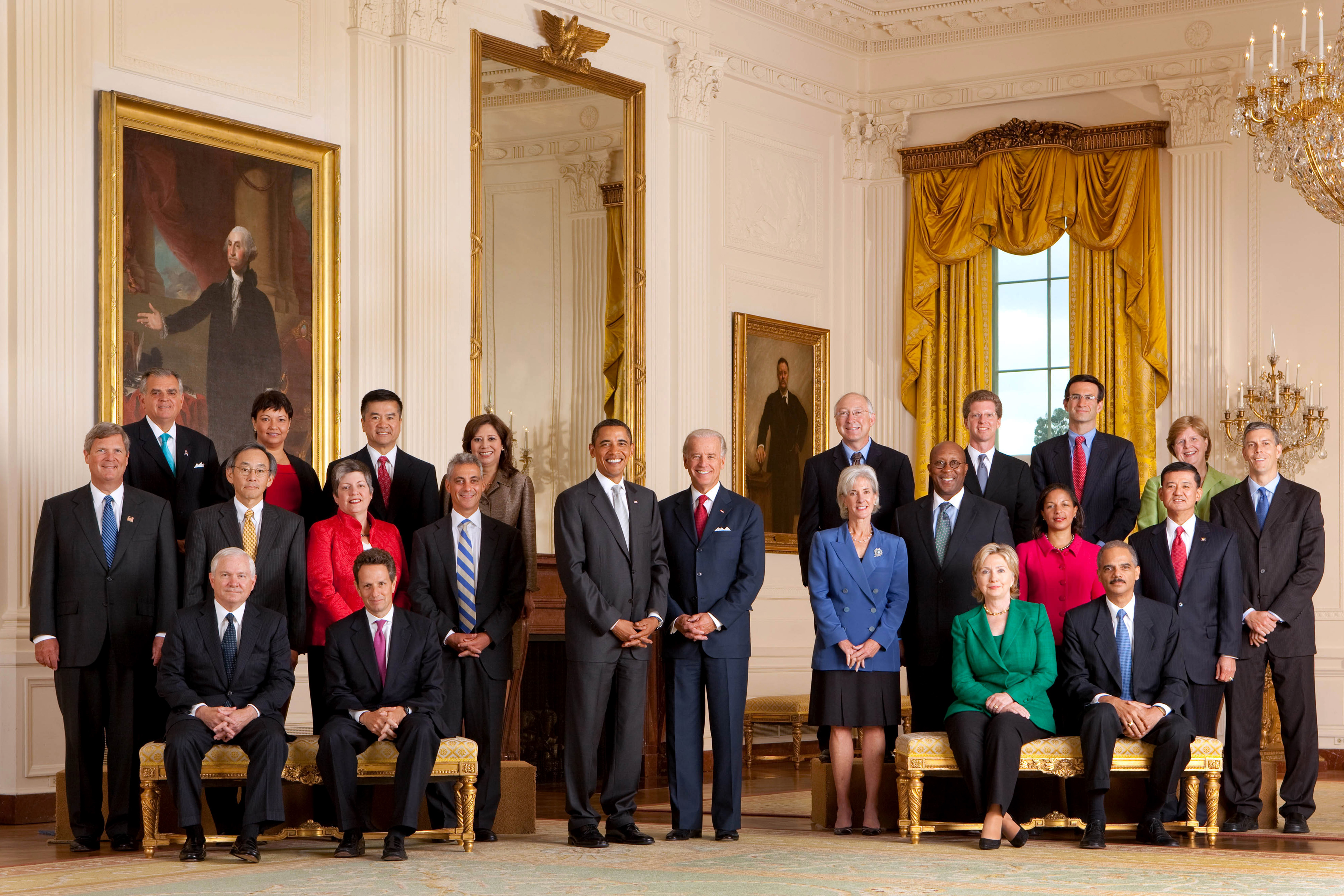
Az első Obama kabinet 2009 szeptemberében

Az amerikai szövetségi végrehajtó hatalom letéteményese az elnök (President), aki egyben a politikai rendszer „legközpontibb” szereplője is. Az elnök nem csak államfő és a fegyveres erők főparancsnoka, hanem a végrehajtó hatalom, a kormány vezetője is, sőt alkotmányjogilag ő „a kormány maga”. A végrehajtó hatalom gyakorlását ugyanis az USA alkotmánya az elnökre bízza. Az Amerikai Egyesült Államok alkotmánya kifejezetten nem rendelkezik az elnököt segítő testületről, mint egész kabinetről, bár említést tesz tálcák vezetőiről. Maga a kabinet szó elsődlegesen elzárt termet jelent, ahol a tanácsadók össze tudtak ülni tárgyalni. A kabinet léte azonban nem jelent kabinetkormányzást, sőt testületi kormányzást sem, ugyanis az egyes elnökök kedvük szerint alakíthatták magát a kabinetet.
Az Egyesült Államok államberendelkezése az erős elnöki státuszt mutatja, amely erős elnököt és gyenge, az elnöktől függő kormányt ad. Noha a gyakorlatban a kabinet a miniszterek tanácsa (más néven kormány), de ez nem mérhető az európai kormányok értelmével, ez az USA-ban a kabinet elsődlegesen az elnök tanácsadó és végrehajtó szerve. A kabinetnek, illetve az adott miniszternek (titkárnak) annyi joga és feladata van, amennyit az elnök részére delegál. Nagyon lényeges különbség az európai (többek között a magyar) kormányrendszerrel szemben, hogy az USA kabinetje nem döntéshozó szerv, feladatuk (a saját területük ellátása mellett), hogy az elnök döntéseit a gyakorlatba átvigyék, az elnököt tanáccsal lássák el, valamint a saját területükről tájékoztassák őt.

## Juttatások
Az Egyesült Államok Kódexének 5. cikkelye meghatározza, hogy a kabinet tagjainak milyen juttatásokat kell kapniuk Ez az összeg 2015-ben 203,700 dollár volt. Bár a kabinet tagja, de más szabályok vonatkoznak az alelnökre, valamint a kabinet alá tartozó személyek juttatásaira.

## Az ülések gyakorisága
A kabinetrendszer első 175 évében az ülések nagyon gyakoriak voltak, többször előfordult, hogy több alkalom is volt egy héten. Ennek fontosságára utal az is, hogy például Woodrow Wilson elnök olyan fontosnak tartotta az ülések megtartását, hogy amikor ő Európában tartózkodott helyette az alelnöke vezette azokat.
Az ülések száma Lyndon Johnson és Richard Nixon elnöksége alatt csökkent le, ma már elég ritkának mondható. Ehhez az is hozzájárult, hogy az elnöki személyzet sok feladatkört átvett a Kabinettől.

## Jelenlegi kabinet
A kabinet tagjait az Elnök jelöli, de ahhoz, hogy a jelölt betölthesse a feladatkörét, a Szenátus jóváhagyása szükséges. Nem kell a Szenátus jóváhagyása az Alelnöknek, valamint az Elnök kabinetfőnökéhez, illetve az az alá tartozó személyek kinevezéséhez.

### Kabinet
A kabinet tagja az alelnök, valamint a 15 államtitkárság vezetője. A lenti lista felsorolása az elnöki utódlási sorrend alapján van összeállítva, tehát, ha az elnöki szék megürül az alábbi sorrendben lehet betölteni a státuszt. Megjegyzendő, hogy az Államtitkárt az öröklési sorrendben megelőzi a Képviselőház Elnöke, valamint a Szenátus Pro Tempore elnöke, de ők nem részei a kabinetnek. 
| Az Egyesült Államok Szövetségi Kormánya                                              | Az Egyesült Államok Szövetségi Kormánya | Az Egyesült Államok Szövetségi Kormánya |
| Hivatal (eredeti megnevezése)                                                        | Személy                                 | Hivatali idő                            |
| ------------------------------------------------------------------------------------ | --------------------------------------- | --------------------------------------- |
| Az Amerikai Egyesült Államok Alelnöke Vice President                                 | Joe Biden                               | 2009. január 20. - 2017. január 20.     |
| Külügyminiszter Secretary of State                                                   | Hillary Clinton                         | 2009. január 20. - 2013. január 31.     |
| Külügyminiszter Secretary of State                                                   | John Kerry                              | 2013. február 1. - 2017. január 20.     |
| Pénzügyminiszter Secretary of the Treasury                                           | Timothy F. Geithner                     | 2009. január 20. - 2013. február 27.    |
| Pénzügyminiszter Secretary of the Treasury                                           | Jack Lew                                | 2013. február 28 - 2017. január 20.     |
| Védelmi miniszter Secretary of Defense                                               | Robert M. Gates                         | 2009. január 20. - 2011. június 30.     |
| Védelmi miniszter Secretary of Defense                                               | Leon Panetta                            | 2011. július 1. - 2013. január 7.       |
| Védelmi miniszter Secretary of Defense                                               | Chuck Hagel                             | 2013. január 8. - 2015. február 16.     |
| Védelmi miniszter Secretary of Defense                                               | Ashton Carter                           | 2015. február 17. - 2017. január 20.    |
| Az Egyesült Államok Legfőbb Ügyésze Attorney General                                 | Eric H. Holder                          | 2009. január 20. - 2015. április 26.    |
| Az Egyesült Államok Legfőbb Ügyésze Attorney General                                 | Loretta Lynch                           | 2015. április 27. - 2017. január 20.    |
| Belügyi miniszter Secretary of the Interior                                          | Ken Salazar                             | 2009. január 20. - 2013. április 11.    |
| Belügyi miniszter Secretary of the Interior                                          | Sally Jewell                            | 2013. április 12. - 2017. január 20.    |
| Mezőgazdasági miniszter Secretary of Agriculture                                     | Tom Vilsack                             | 2009. január 20. - 2017. január 20.     |
| Kereskedelmi miniszter Secretary of Commerce                                         | Gary Locke                              | 2009. január 20. - 2011. október 21.    |
| Kereskedelmi miniszter Secretary of Commerce                                         | John Bryson                             | 2011. október 21. - 2012. június        |
| Kereskedelmi miniszter Secretary of Commerce                                         | Penny Pritzker                          | 2013. június 26. - 2017. január 20.     |
| Munkaügyi miniszter Secretary of Labor                                               | Thomas Perez                            | 2013. június 23. - 2017. január 20.     |
| Egészségügyi államtitkár Secretary of Health and Human Services                      | Sylvia Mathews Burwell                  | 2014. június 9. - 2017. január 20.      |
| Lakásügyi és városfejlesztési államtitkár Secretary of Housing and Urban Development | Julian Castro                           | 2014. július 28. - 2017. január 20.     |
| Közlekedési államtitkár Secretary of Transportation                                  | Anthony Foxx                            | 2013. július 2. - 2017. január 20.      |
| Energiaügyi államtitkár Secretary of Energy                                          | Ernest Moniz                            | 2013. május 21. - 2017. január 20.      |
| Oktatási államtitkár Secretary of Education                                          | John King                               | 2016. január 1. - 2017. január 20.      |
| Veterán ügyek minisztere Secretary of Veterans Affairs                               | Robert McDonald                         | 2014. július 30. - 2017. január 20.     |
| Belbiztonsági miniszter Secretary of Homeland Security                               | Jeh Johnson                             | 2013. december 23. - 2017. január 20.   |

### A kabinet alá tartozó tisztségviselők
Jelen tisztségviselők a kabinet ülésein tárgyalási joggal vesznek részt. Nem részei az elnöki öröklési rendnek.
| A kabinet alá tartozó tisztségviselők                                                      | A kabinet alá tartozó tisztségviselők | A kabinet alá tartozó tisztségviselők |
| Hivatal                                                                                    | Személy                               | Kinevezés dátuma                      |
| ------------------------------------------------------------------------------------------ | ------------------------------------- | ------------------------------------- |
| Az Elnök kabinetfőnöke White House Chief of Staff                                          | Denis McDonough                       | 2013. január 25.                      |
| Director of the Office of Management and Budget                                            | Shaun Donovan                         | 2014. július 28.                      |
| A Környezetvédelmi Ügynökség vezetője Administrator of the Environmental Protection Agency | Gina McCarthy                         | 2013. július 18.                      |
| Az Egyesült Államok külkereskedelmi képviselője Trade Representative                       | Michael Froman                        | 2013. június 21.                      |
| Az Egyesült Államok ENSZ nagykövete Ambassador to the United Nations                       | Samantha Power                        | 2013. augusztus 2.                    |
| Az elnök külgazdasági tanácsadója Chairman of the Council of Economic Advisers             | Jason Furman                          | 2013. augusztus 2.                    |
| Az elnök üzleti tanácsadója Administrator of the Small Business Administration             | Maria Contreras-Sweet                 | 2014. április 7.                      |

## Fordítás
Ez a szócikk részben vagy egészben  a   Cabinet of the United States című angol Wikipédia-szócikk fordításán alapul.  Az eredeti cikk szerkesztőit annak laptörténete sorolja fel. Ez a jelzés csupán a megfogalmazás eredetét és a szerzői jogokat jelzi, nem szolgál a cikkben szereplő információk forrásmegjelöléseként.